# ホテルエミシア札幌
ホテルエミシア札幌（Hotel Emisia Sapporo）は、札幌市厚別区にあるシティホテルである。

## 概要

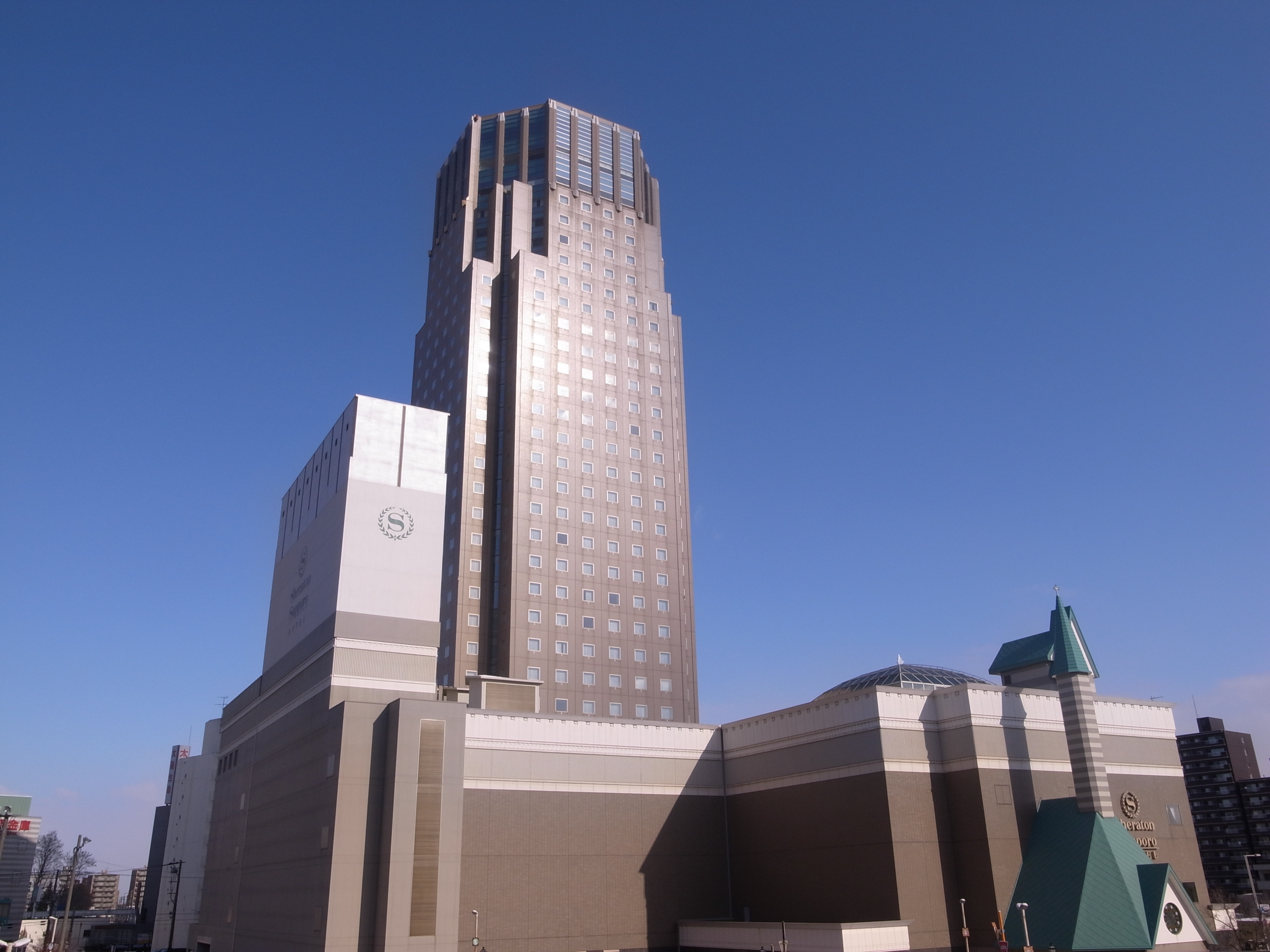
「シェラトンホテル札幌」時の施設外観（2010年）

前身は旭川市に本社を置く繊維卸を核とする地場系総合企業の東栄が1996年（平成8年）に開業した「新さっぽろパレスホテル」。
新札幌副都心開発の第3期事業として建設され、当時は札幌市内で最も高い（115m）建物であった。1999年（平成11年）から2014年（平成26年）までスターウッド・ホテル&リゾートと提携し、「シェラトンホテル札幌」として運営していた。
当初建物を保有して運営に当たっていた東栄は、本業収益の低下と莫大な費用を要した当施設の事業を含む不動産事業の失敗、メインバンクだった北海道拓殖銀行の破綻に伴って新規融資が受けられなくなり、2003年（平成15年）1月28日に自主再建を断念し民事再生法を申請した。
当施設を含む3ホテルの運営は継続され、ローンスタージャパンにマルカツデパートやケーブルテレビ局などと共に売却されて経営権が移行したが、営業は継続された。その後、ローンスター社傘下のソラーレ ホテルズ アンド リゾーツにより運営。
現在はホスピタリティオペレーションズが運営している。現在の名称の「エミシア」は「笑み」emiと「幸せ」siawaseを組み合わせた造語であり、ホテルを利用するすべての方のHapinessに繋がることを込めたものである。

## 沿革
- 1996年（平成08年）：「新さっぽろパレスホテル」として開業[2][3]。
- 1999年（平成11年）：スターウッド・ホテル&リゾートと提携し、「シェラトンホテル札幌」と改称[11]。
- 2003年（平成15年）：オーナー会社の東栄が「民事再生法」申請[7]。営業は継続し[8][12]、ローンスタージャパンに経営権を移行[13][14]。
- 2004年（平成16年）：ローンスター社傘下のソラーレ ホテルズ アンド リゾーツによる運営開始[15]。ソラーレ社の子会社「シェラトン札幌」により[16]引き続きスターウッドに運営を委ねる形になった[17]。
- 2013年（平成25年）：ホスピタリティオペレーションズが事業譲受[4][17][16]。「シェラトン札幌」の全株式をホスタピリティ社に売却する形での事業譲渡であるが、運営は引き続きスターウッドが続ける形となった。
- 2014年（平成26年）：スターウッド・ホテル&リゾートとの業務提携解消に伴い、「ホテルエミシア札幌」と改称[18]。

## 施設
客室
- スタンダードフロア／ハイフロア
  - シングル (18 m²)
  - ツイン (24 m²)
  - コーナーツイン (24〜29 m²)
  - ダブル (24 m²)
  - コーナーダブル (29 m²)
  - ファミリー (42 m²)
- スカイフロア
  - スカイツイン (24 m²)
  - スカイコーナーツイン (37 m²)
  - スカイコーナーダブル (37 m²)
- 和室・和洋室
  - 和室 (12畳)
  - 和洋室（2間続き／セパレート） (7.5畳)
- スイート
  - ジュニアスイートツイン (62 m²)
  - エミシアスイート (93 m²)
  - スカイビュースイート (122 m²)
- バリアフリー
  - アクセシブルルーム (42 m²)

レストラン
- カフェ・ドム
- 中国料理 仙雲
- スカイレストラン　ハレアス
- ベーカリーショップ ノースクレスト

ウェディング
- チャペル
- 神殿
- BRIDAL SALON Ai

宴会・会議
- 大宴会場 パレスボールルーム (764 m²)
- 中宴会場 パステル (404 m²)
- 中宴会場 パレット (394 m²)
- 小宴会場 クラウン (143 m²)
- 小宴会場・会議室
  - シンフォニー (187 m²)
  - カトレア (72 m²)
  - アザレア (64 m²)
  - ライラック (64 m²)
  - パンジー (44 m²)
  - コスモス (36 m²)
- 和室宴会場
  - 松 (48 m²)
    - 月・雪 (各24 m²)

  - 桐 (18 m²)
- パーティールーム カーサ・ビアンカ (93 m²)

リラクゼーション
- スパ・アルパ
  - バスルーム
  - サウナルーム
  - ミストサウナルーム
  - ボディクリーンルーム
  - トリートメントルーム
  - ラウンジ
  - パウダールーム

その他
- フラワーショップ「銀座花」
- うやまビューティーサロン[19]
- スーベニアショップ「HOKKAIDO AKARENGA」[20]

## 将棋・囲碁
地元の北海道新聞社を含むブロック紙3社連合主催の将棋・囲碁のタイトル戦の開催実績を持つ。
将棋
- 2012年5月7日　第23期女流王位戦五番勝負第2局（●甲斐智美 - 里見香奈○）
- 2018年8月1・2日　第59期王位戦七番勝負第3局（○菅井竜也 - 豊島将之●）
- 2020年7月13・14日　第61期王位戦七番勝負第2局（●木村一基 - 藤井聡太○）

囲碁
- 2017年10月27日　第43期天元戦五番勝負第2局（○井山裕太 - 一力遼●）

## アクセス
新札幌副都心にあり、周辺には新さっぽろアークシティ（新さっぽろアークシティデュオ・新札幌バスターミナル）やサンピアザ（イオン新さっぽろ店・カテプリ・サンピアザ劇場・サンピアザ水族館）、地域医療機能推進機構札幌北辰病院（JCHO札幌北辰病院）などがある。
- 札幌市営地下鉄東西線新さっぽろ駅から徒歩約1分
- 北海道旅客鉄道（JR北海道）新札幌駅から徒歩約3分